# Nguidjilone
Nguidjilone  est une ville et une commune du Sénégal située dans le département de Matam et la région de Matam, à l'est du pays, sur le fleuve Sénégal.

## Histoire
Le village de Nguidjilone est fondé au XIIIe siècle. Le nom Nguidjilone vient ainsi de l'arbre Guidjilé qui remplissait le village à l'époque. Le premier homme à habiter ce village s'appelle Hamady Hassane et fait partie de l'ethnie des Cebbé ou koliyabé. Nguidjilone est aussi appelé Dara (wouro koliyabé). En effet, Nguidjilone constitue aussi une grande cité religieuse dans le Fouta avec notamment des figures religieuses à l'image de Thierno Yéro Baal Hanne, père de Thierno Aliou Thierno Yéro Baal Hanne dont l'œuvre continue à être magnifiée lors de la Ziara annuelle.

## Administration
Le village de Nguidjilone est érigé en commune en 2011 à la suite du nouveau découpage administratif du Sénégal. Auparavant il était rattaché à la Communauté rurale de Bokidiawé.

## Éducation
La première école primaire est construite et inaugurée dans les années 50 et en 2013, Nguidjilone compte trois écoles primaires, un collège d'enseignement moyen, une maternelle et un lycée en phase de construction. La localité constitue un grand centre d’examen dans la circonscription de la région de Matam.